# Langör
Langör (finska: Lankari, Lankoori) är en halvö i Finland. Den ligger i Karleby i landskapet Mellersta Österbotten, i den centrala delen av landet, 400 km norr om huvudstaden Helsingfors.